# Diogo Simão
Diogo Simão ist ein Ort im Distrikt Mé-Zóchi auf der Insel São Tomé im Inselstaat São Tomé und Príncipe. 2012 wurden 600 Einwohner gezählt.

## Geographie
Der Ort liegt auf einer Höhe von ca. 150 m etwa 1,5 Kilometer südwestlich von Bobo Forro und 2,5 km westlich der Provinzhauptstadt Trindade.